# Raumlabor Berlin
Raumlabor Berlin est un groupe de neuf architectes associés, installé à Berlin en Allemagne. Le groupe a été créé en 1999, par six architectes : Andrea Hofmann, Axel Timm, Benjamin Foerster-Baldenius, Francesco Apuzzo, Jan Liesegang, et Markus Bader. En 2000, l'architecte Christof Mayer et son associé Martin Heberle ont créé un bureau d'architecture qui est devenu une filiale de Raumlabor Berlin. En 2002, l'architecte Matthias Rick a rejoint le groupe après avoir été diplômé. Raumlabor Berlin ne se considère pas comme une agence d'architecture conventionnelle mais plutôt comme un groupe ouvert (composé d'architectes, d'urbanistes, de paysagistes et d'artistes) qui cherche à collaborer avec des professionnels d'autres domaines : des scénographes, des cinéastes, des artistes, des musiciens, des ethnologues ou des sociologues, pour leurs différents projets.

## Biographies des architectes
Benjamin Foerster-Baldenius  a étudié l'architecture à l'université technique de Berlin et l'Art Academy de Copenhague. Par la suite, il a été l'un des cofondateurs de l'Institut d'architecture appliquée en 1997. Il a commencé à travailler en tant qu'architecte en 1998. 
Jan Liesegang est né en 1968, il a étudié l'architecture à l'université technique de Berlin, à Copenhague et à New York. Il a été diplômé en 1997 où il a reçu un prix pour "les travaux de diplôme excellents". Il travaille à Raumlabor Berlin depuis 1999. Il a également  travaillé de 2002 à 2008, en tant qu'assistant de recherche sur l'architecture et la ville à l'Académie des arts de Stuttgart. 
Markus Bader a étudié l'architecture entre 1989 et 1992 à l'université technique de Berlin. Par la suite, il a étudié de l'art en 1993 à l'université des Arts à Berlin, et enfin il a poursuivi ses études de 1993 à 1996, à l'école d'architecture Barlett à Londres où il a été diplômé. Markus Bader a été reçu en tant que professeur invité à l'École d'art, d'architecture et de design à Prague. Il a également travaillé en tant que chef d'équipe d'un workshop à l'université d'Aalborg, ainsi qu'en tant que professeur assistant à l'université technique de Brandenburg. Il est actuellement architecte, urbaniste et artiste à Raumlabor Berlin et enseigne à l'École d'architecture Peter Behrens de Düsseldorf.
Matthias Rick est né à Versmold, en Allemagne en 1965, il a étudié l'architecture à l'université technique de Berlin. En 1991, il a fondé l'association socio-culturelle Dada Thomyziel e. V. et en 1997, il a été l'un des cofondateurs de l'Institut d'architecture appliquée. De 1998 à 2001, il était assistant du professeur et peintre Horst Antes. En 2001, il a été diplômé de l'université technique de Berlin et a rejoint Raumlabor Berlin en 2002.
Christof Mayer a étudié l'architecture notamment à l'université technique de Berlin de 1989 à 1997. Il a étudié de 1993 à 1994 au University College de Londres et de 1995 à 1996 à l'université des arts de Berlin. Il est actuellement enseignant à l'Institut des arts visuels à Berlin depuis octobre 2011, architecte associé avec Martin Heberle depuis 2000 et l'un des architectes principaux de Raumlabor Berlin depuis la création de l'agence 1999.

## Œuvres

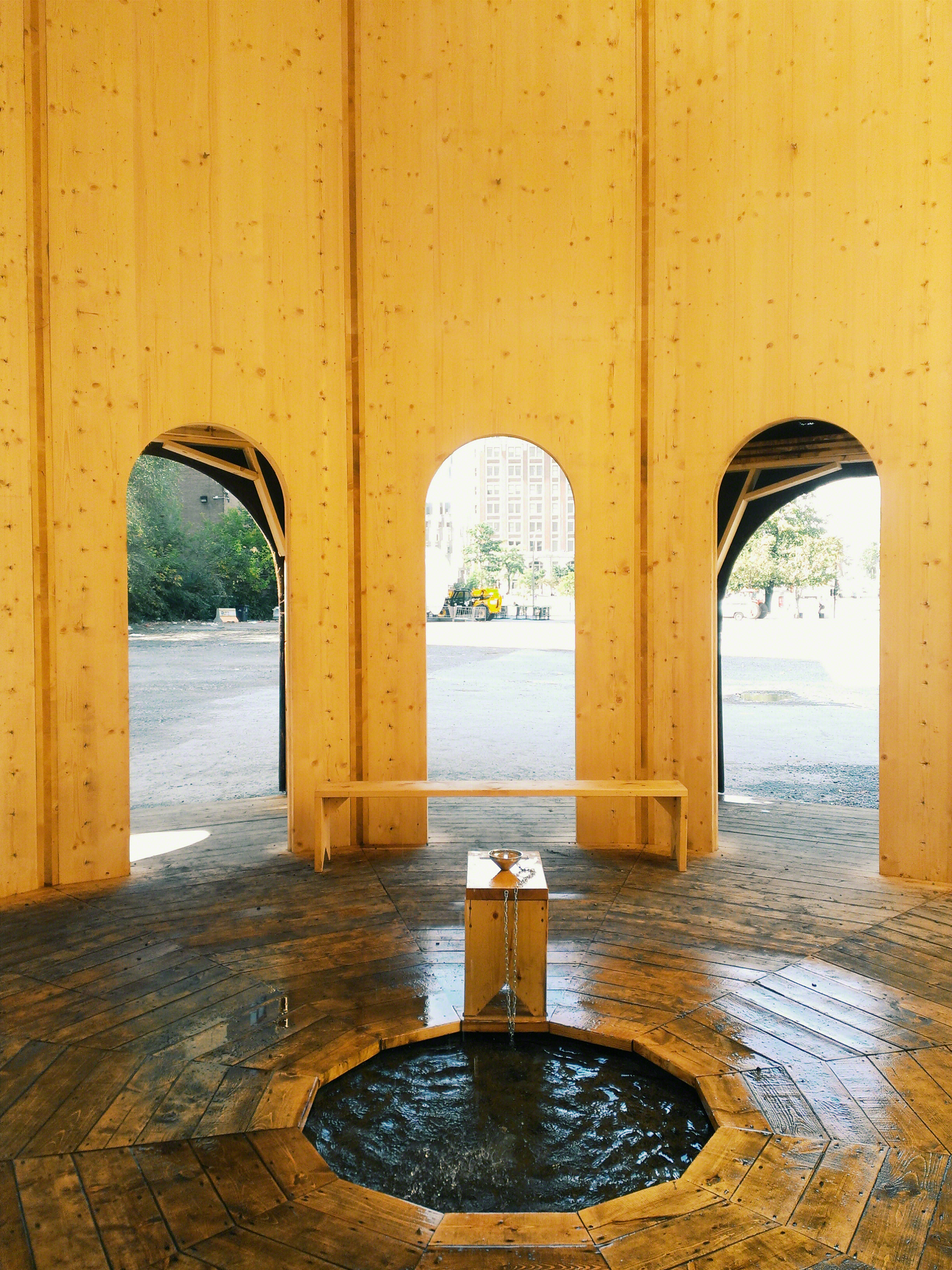
La Maison fontaine, Quartier des Spectacles, Montréal, 2017

### Philosophie du groupe
Raumlabor Berlin traite les questions du renouvellement urbain et des transformations urbaines, le groupe promeut un nouvel urbanisme défait des idées préconçues et est centré sur les échanges avec les usagers et sur le lien social, en impliquant les habitants. Il conçoit l’architecture comme étant mobile, facilement modulable et déconstruite, leurs interventions consistent en la mise en place d'objets mobiles en relation avec l'espace public et urbain, l’organisation de performances, d’environnements interactifs, la mise en place d'installations artistiques. Raumlabor Berlin se confronte au contexte dans leurs projets et s'intéresse aux espaces publics délaissés ou perdus car il considère que c'est le rôle de l'architecture de revitaliser les espaces publics et que chaque espace est spécial il s'agit de retrouver son potentiel. Leur approche participative et inclusive leur vaut un Global Award for Sustainable Architecture en 2018. Les architectes font également de la recherche, de l'enseignement et des publications d'articles et de livres, dont Acting in Public, publié en 2008 qui résument leurs réalisations. Ils ont travaillé un peu partout à l'étranger et ont conçu des projets pour des galeries, des musées, des centres d'architecture, des biennales, des festivals de théâtres et pour différentes capitales culturelles européennes (comme 1996, 2003 et Ruhr 2010).

### Principales réalisations

#### The Kitchen Monument
L'une de leurs principales réalisations est The Kitchen Monument qui a été exposée lors de la biennale de Venise 2010. The Kitchen Monument est une structure architecturale mobile transportée de Berlin, qui prend la forme d'une bulle en plastique géante et transparente. Elle se gonfle avec de l’air pressurisé pour prendre la forme d’une baleine artificielle longue de 14 mètres, extensible jusqu’à 20 mètres, 6.5 de haut et pouvant accueillir jusqu’à 80 personnes. Elle a permis d'accueillir lors de la biennale, les visiteurs sur place, pour différents évènements tels que des discussions pour l'ouverture, des débats, et la projection de films. Cette œuvre est une collaboration entre Raumlabor et Plastique Fantastique, un groupe d'architectes spécialistes des structures légères en plastique. Cette œuvre architecturale, s’intercale n’importe où, s’adapte facilement à l’environnement. Une fois exposée dans l'espace public, elle sert à différents usages: banquets, salle de conférences, projections de cinéma, de concert, de danse, dortoir, ou arène de boxe... 

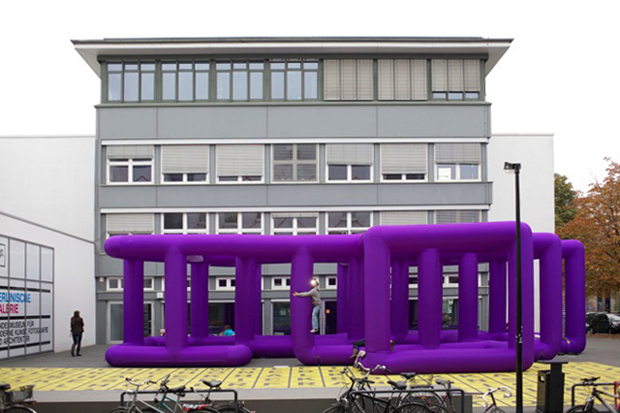
Soft Solution, Andrea Hofmann, Axel Timm, et Francesco Apuzzo 2010

#### Soft solution
Dans le cadre du 4e mois de la photographie européenne à Berlin en 2010, Andrea Hofmann, Francesco Apuzzo et  Axel Timm les membres de  Raumlabor Berlin en collaboration avec des artistes Armin Fuchs, Christian Göthner, Cristina Antonelli, Anna Wulf, Laura Zachmann et Tomas Petermann, ont réalisé une installation appelée Soft solution exposée au centre du festival de la galerie berlinoise. L'œuvre consiste en une structure en serpentin continue mais qui change d'apparence dans l'espace: la partie exposée à l'intérieur est une structure rigide avec des angles, quant à la partie exposée à l'extérieur est une structure gonflable en plastique et soft. Cependant, Il s'agit dans ce projet de créer un dialogue sur les apparences que peut avoir une structure dans l'espace, entre deux espaces différents : l'espace intérieur et l'espace extérieur, public. Cette expérimentation sur les apparences permet de se demander lequel des espaces est original ? lequel est une copie de l'autre ? Est ce seulement une métamorphose ou reflet ?

### Autres réalisations

#### Projets d'architecture et d'urbanisme
- Moritzplatz, Markus Bader, Andrea Hofmann, Jan Liesegang et Christof Mayer en collaboration avec  Ayse Hicsasmaz et Erik Göngrich, Berlin 1999
- Bike Park, Martin Heberle, Andrea Hofmann et Christof Mayer en collaboration avec Lena Kleinheinz, Martin Ostermann (magma architekture) et Tancredi Capatti (Landschaftsarchitekt), Berlin 2002/2003
- Hôtel, Benjamin Foerster-Baldenius et Matthias Rick en collaboration avec Cora Hegewald, et Ines Blankenberg, Neustadt 2003
- Leila M., Jan Liesegang en collaboration avec Frauke Gerstenberg, Johanna Moser et Steffi Krämer, Berlin 2004
- Tennisclubhaus / Restaurant, Francesco Apuzzo et  Axel Timm en collaboration avec Anna Modin, Heidenheim/Brenz 2006
- Arrêt de métro Eichbaumoper, entre les villes de Essen et Mülheim, Jan Liesegang et  Matthias Rick en collaboration avec Kira Kohnen, Andreas Krauth, Sebastian Strombach et Manfred Eccli, 2008/ 2009
- Snuggle, Hôtel mobile, Axel Timm et Benjamin Foerster-Baldenius en collaboration avec Florian Stirnemann (Zeichnungen), Berlin 2009
- Station de projection Viktor, Andrea Hofmann et Christof Mayer en collaboration avec Sara Gomez et Aline Walther, Zurich 2009
- The promising Land, Mathias Rick et Benjamin Foerster-Baldenius en collaboration avec Manfred Eccli, Berk Asal, Susanne Lachmayer, Sebastian Strombach, Gregor Siems, Gary Hurst, Jörg Bodemann, Christian Dragnea et Maria Garcia-Perez, Liverpool 2009

Pavillon, Poznań, 2009/2010
- Odyssee Europa, Jan Liesegang et Matthias Rick en collaboration avec Christoph Franz, Michael Meier, Marius Busch, Susanne Lachmayer et Philip Bertlein, Ruhrgebiet 2009/2010
- Village vertical Raumlaborkorea, Corée 2010
- The endless city, Markus Bade en collaboration avec Fabian Jaggi, Laure Severac, Poznań en Pologne, 2010
- Market Hall IX, Andrea Hofmann, Christof Mayer et Matthias Rick en collaboration avec Jia Gu, Andreas Krauth et Nick Green, Berlin 2011
- Rosy the ballerina, Matthias Rick en collaboration avec Manfred Eccli et Katerina Videnova, Londres 2011
- La Villa Officina Roma, Francesco Apuzzo et Jan Liesegang en collaboration avec Samuel Samuel Dias de Carvalho, Christian Göthner, Olga Maria Hungar et Leonard Börger, Rome 2011

#### Installations scénographiques
- FoyerSTADT, Markus Bader et Benjamin Foerster-Baldenius en collaboration avec Römer, Gonzague Lacombe, Heike Pauketat, Gregor Siems, Michael Antons, Andine Mosa, Vanessa Gutberlet, Thomas Rustemeyer et Andi Willmann, Hamburg, 2007
- Glow lounge, Matthias Rick en collaboration avec Andreas Krauth, Kira Kohnen, Manfred Eccli et Christoph Franz, Eindhoven aux Pays-Bas, 2008
- Soap Opera, pour l'inauguration de la ceremonie "Ruhr 2010 la capitale culturelle européenne", Francesco Apuzzo en collaboration avec Manfred Eccli, Elen Kramer, Jeanette Kunsmann, Florian Stirnemann, Silvia Szczutowski et Tim Maaßen, Essen 2010
- The Knot, Markus Bader en collaboration avec Oliver Bauhrenn, Jakub Szreder et Raluca Voinea, Berlin Warsaw et Bucharest 2010
- Pictopia, Markus Bader et Andrea Hofmann en collaboration avec Manuel Rauwolf et Heike Pauketat, Berlin 2009

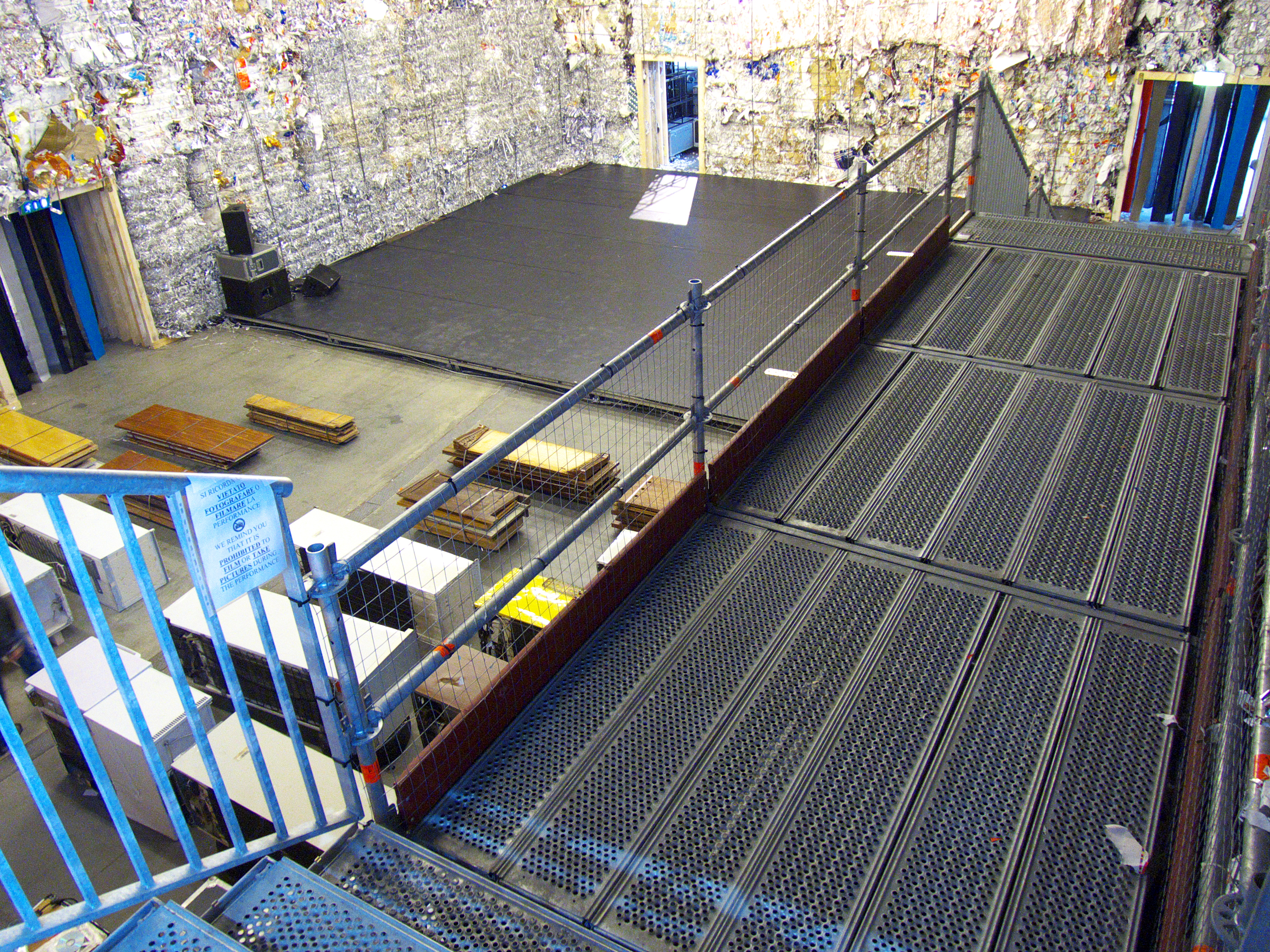
House of Contamination, Torino, 2010

- Le tabularium, Benjamin Foerster-Baldenius  en collaboration avec Cora Hegewald, Gary Hurst, Florian Stirnemann, Maria Garcia Perez, Gonzague Lacombe, Alex Römer et Dagmar Dudinsky, Caen 2009
- Futures exchange, Francesco Apuzzo, Andrea Hofmann, Christof Mayer et Axel Timm en collaboration avec Ruggero di Paola, Elena Krämer, Benjamin Suck, Jeanette Kunsmann, Fabian Jaggi, Meike Wittenberg, Andrew Plucinski et Sebastian Kunath, Berlin 2010
- Film Ohne Kamera, Markus Bader et Andrea Hofmann en collaboration avec Cristina Antonelli, Frankfurt 2010
- Hilltone, en collaboration avec Cristina Antonelli et Sara Gomez, Roskilde 2010
- The Big Crunch, Jan Liesegang en collaboration avec Frauke Gerstenberg, Samuel Di Carvalho, Christian Göthner, Eduardo Conceição et Chris Lewis, Darmstadt 2011
- Der Meteor, Benjamin Foerster-Baldenius en collaboration avec Berk Asal, Köln 2011
- Cooperative Berlin, Berlin 2011
- Spectator, Andrea Hofmann en collaboration avec Nicole Timm, Marius Busch et Ingo Roth, Berlin 2011
- House of Contamination, Markus Bader et Jan Liesegang en collaboration avec Jia Gu, Nick Green, Joakim Nyström, Christian Göthner, Marie Turgetto et Manfred Eccli, Torino 2010
- The Generator, Francesco Apuzzo et Axel Timm, Genève, Venise, Bordeaux...

#### Expositions artistiques
- Backdoor tours, Benjamin Foerster-Baldenius en collaboration avec Cora Hegewald, Katja Sczymsczak et Elsa Hourcade, Berlin 2006
- Sternschleifer, Benjamin Foerster-Baldenius en collaboration avec Anna Katharina Laggner, Christina Kimmerle et Franklin Gruber, Steiermark/Berlin 2006
- OP-Art, Markus Bader et Markus Bader en collaboration avec Trude Een Eide et Trude Een Eide, Frankfurt 2007
- We are coming, Benjamin Foerster-Baldenius, Andrea Hofmann et Markus Bader en collaboration avec Lena Fischer, Maria Garcia Perez, Manuel Rauwolf, Oslo 2008
- Raum structure 01, Markus Bader et Benjamin Foerster-Baldenius en collaboration avec Violeta Burckhardt Razeto, Manfred Eccli, Marius Gantert, Alice Hallynck, Diana Levin, Andreas Krauth, Maria Garcia Perez, Andrew Plucinski, Manuel Rauwolf, Florian Stirnemann, Berlin 2009
- Space Buster, Markus Bader, Benjamin Foerster- Baldenius, Andrea Hofmann, Christof Mayer, Matthias Rick et Axel Timm en collaboration avec Manfred Eccli, Christoph Franz, Berk Asal et Katja Szymczak, New York City 2009
- The expedition, Benjamin Foerster-Baldenius, Andrea Hofmann, Matthias Rick et Axel Timm en collaboration avec Christine Bock, Ruben der Kinderen, Gonzague Lacombe, Ute Lindenbeck, Anne-Laure Mellier et Meike Wittenberg, Österreich 2009/2011
- Soft Solution, à la Berlinische Galerie, Berlin, 2010
- City Dreamers, à la Galerie Emila Filly, Ústi Nad Labem 2010
- Make it Take it, Andrea Hoffmann en collaboration avec Manfred Eccli, Innsbruck 2010
- Grated Futures, Markus Bader en collaboration avec Olga Maria Hungar, Warsaw 2011
- transmediale 11, Andrea Hofmann et Francesco Apuzzo et Christof Mayer

en collaboration avec Anna Wulf, Laura Zachmann, Matteo Cali, Eduardo Conceição, Christian Göthner et Ingo Roth, Berlin 2011
- Lotville dans le cadre du 10e parcours d'art contemporain en vallée du Lot du 5 juillet au 20 septembre 2015

### Prix
- 2007: 2e prix, parc urbain : Générations interculturelles
- 2010: 1er Prix de l'intervention urbaine 2010: Station de tramway Eichbaumoper
- 2011: 4e Prix, installation scénographique
- 2011: Lauréat du Prix COAL: l’Atelier belvédère TRANS305
- 2018 : Global Award for Sustainable Architecture[2]

### Publications de Raumlabor Berlin

#### Livres
- Acting in Public, raumlaborberlin et dem Heidelberger Kunstverein gestaltung et satz Michael Meier, Christoph Franz, Berlin 2008
- New Community In The Open City, 2010
- The Knot: An Experiment on collaborative Art in Public Urban Spaces, Markus Bader, Oliver Baurhenn, Kuba Szreder, Raluca Voinea & Katharina Koch, Berlin 2011
- Sustainable Design 7, Vers une nouvelle éthique pour l'architecture et la ville / Towards a new ethics for architecture and the city, Marie-Hélène Contal & Jana Revedin, Éditions Alternatives / Cité de l'architecture & du patrimoine, Paris 2019[3]

#### Articles
Germany: New Urban Strategies, no 6 édité par  Matthias Rick, Berlin 2010